# Old Sorrel
Old Sorrel, parfois connu sous le nom de The Old Sorrel (1915-1945), est un étalon de race Quarter Horse à l'origine du programme d'élevage de lignées du King Ranch pour les Quarter Horses, pierre angulaire du programme d'élevage de chevaux du King Ranch. 

## Biographie
Old Sorrel est né en 1915 et a été vendu la même année au King Ranch du Texas. Il a prouvé qu'il valait la peine d'être élevé grâce à des travaux dans le ranch, avant d'être utilisé comme base du programme de sélection de lignées King Ranch Quarter Horse. Il meurt en 1945 et sa dernière production de poulains a lieu en 1943.
C'est un étalon alezan clair élevé par George Clegg d'Alice, Texas et vendu par Clegg comme poulain avec sa mère pour 125 $ au King Ranch. Le King Ranch en fut propriétaire jusqu'à sa mort à l'âge de 31 ans, en 1949,.

## Carrière
J. K. Northway, le vétérinaire du King Ranch, a décrit Old Sorrel comme suit :
J'ai vu Richard Kleberg et George Clegg utiliser la corde et le monter toute la matinée, puis le faire courir l'après-midi. Bien qu'il soit un étalon et traité comme tel, son travail quotidien consistait en une routine régulière au ranch avec le remuda. Bob avait fait de lui un cheval de travail du bétail supérieur à tous égards. Vous pouviez utiliser une corde, séparer du bétail ou effectuer tout autre travail de ranch sur lui, et il n'était pas seulement adéquat – il était supérieur à tous égards.
Bob Kleberg, le Bob dans la citation de Northway, qui était l'un des propriétaires du King Ranch et qui l'a géré des années 1920 aux années 1950, a déclaré que le Old Sorrel était « le meilleur cheval de bétail que j'ai jamais monté, mais il " C'était aussi un bon cheval de course. Il avait cette allure bien équilibrée et la sensation d'un cheval de course".
Lorsque l'American Quarter Horse Association (ou AQHA) a été fondée en 1940, The Old Sorrel avait déjà vingt-cinq ans, mais le King Ranch l'a enregistré parmi les tout premiers chevaux acceptés par l'AQHA pour l'enregistrement. Il a reçu le numéro 209 dans le registre et enregistré comme élevé par George Clegg d'Alice, Texas. Son père était Hickory Bill par Peter McCue et issu d'une jument par Dr. Rose,. La mère était une jument de race Pur-sang que Clegg avait achetée à un Dr Rose qui était dentiste au Mexique et dirigeait quelques ranchs. Rose avait acheté des juments Pur-sang dans le Kentucky pour améliorer ses chevaux, et avait finalement vendu certaines juments à Clegg, sans qu'aucun élevage ne soit attribué à aucune d'entre elles.

## Dossier d'élevage
The Old Sorrel a engendré 116 chevaux enregistrés auprès de l'AQHA, mais le programme de sélection de lignée utilisé par le King Ranch fit que presque tous les chevaux enregistrés entre 1940 et le début des années 1960 sont au moins descendants de Old Sorrel, la plupart lui étant fortement consanguins. 
Parmi ses descendants célèbres figurent Cardinal, Solis, Little Richard P-17, Tomate Laureles P-19, Silver King, Macanudo et Hired Hand. Ses petits-fils comprennent Wimpy P-1, Ranchero, Peppy et Pep-Up.

## Honneurs
Il a été intronisé au Temple de la renommée de l'AQHA en 1990.